# 蔡崇信
蔡崇信（英語：Joseph Chung-Hsin Tsai，暱稱，1964年1月1日—），出生於臺北，籍貫為浙江省湖州市南潯區雙林鎮，律師與企業家。擁有中華民國與加拿大雙重國籍、香港永久性居民。家族來自上海律師世家，中學時移民美國，他擁有紐約州律師資格，現為阿里巴巴集團董事局主席，並斥資20億美金買下美國NBA布魯克林籃網，成為籃網老闆。另身兼美國IAE國際學士院首席「全球顧問」。

## 生平
蔡崇信的祖父蔡六乘來自上海市，因中華民國政府在國共內戰中戰敗，於1949年隨國民黨迁居臺灣後，在臺北市執業律師。父親蔡中曾（Paul C. Tsai）在上海长大，1948年移居台湾，1953年赴美國耶魯大學读书，1957年获耶鲁大学法律博士学位，在臺灣亦擔任律師。1965年，蔡六乘與蔡中曾父子，在臺北市創辦常在法律事務所。
蔡崇信曾就讀臺北私立復興小學、中學，13歲時，移民至美國。於耶魯大學取得經濟學士與法律博士學位。1990年，自耶魯大學法學院畢業後，進入華爾街苏利文·克伦威尔律师事务所擔任稅務律師。
1993年，進入Rosecliff Inc.私募基金工作，1995年，遷居香港，擔任瑞典Investor AB投資公司副總裁及高級投資經理，負責亞太區業務。
1999年，馬雲在中國杭州創辦阿里巴巴網站。因為Investor AB投資公司參與阿里巴巴網站的增資工作，蔡崇信認識了馬雲，決定進入阿里巴巴集團，擔任財務長。蔡崇信爭取到高盛集團500萬美元的投資，建立了阿里巴巴集團的財務制度，同時負責籌設阿里巴巴香港總部。
2000年，電子商務泡沫中，蔡崇信爭取到日本軟體銀行孫正義投資2000萬美元，使阿里巴巴集團渡過危機，開始壯大。2003年5月以1億元人民幣建立淘寶網。2004年再度增資8200萬美元，2005年合併雅虎中國。
2018年4月13日，蔡崇信經美國職籃NBA理事會一致同意，以10億美元（約78.46億港元）收購布魯克林籃網隊49%股權，且有權在三年內買進該球隊的控制性股權。
2019年8月15日，蔡崇信與俄羅斯億萬富豪米哈伊爾·普羅霍羅夫簽署協議，以13.5億美元（約105.91億港元）收購後者持有的NBA布魯克林籃網隊剩餘51%股份，成為這支紐約球隊的大老闆。
2019年1月，蔡崇信率領一個團隊從麥迪遜廣場花園公司購買了WNBA的紐約自由人。
2021年3月，據香港土地註冊處資料顯示，嘉道理家族持有的深水灣道70號C及D屋，實用面積同為3819方呎，租客為MR. JOSEPH CHUNG TSAI，即為蔡崇信，租期6年，由该年1月至2027年1月，每間洋房的首三年每月租金同為44萬元，第四至六年租金亦加至45.76萬元，加幅4%，全期租金共花費逾6,462萬港元，平均月租近90萬元，呎租超過120元。
2021年10月，據《多倫多星報》參與國際調查記者同盟披露的潘朵拉文件，蔡崇信於數十家英屬維京群島、開曼群島和巴哈馬的離岸公司出任董事或股東，從中持有阿里巴巴數以百萬計的股權。其中一家名為MFG Limited的公司，於1999年阿里巴巴成立當年，在英屬維京群島成立，持有300多萬份阿里巴巴的股權。後來，這些股份於2003年12月以禮物形式轉讓給在同一地點註冊的PMH Holding。兩年後，蔡崇信任PMH唯一董事，MFG在五年後才PMH回購差不多同等數量的股份。據猜測，上述股份是阿里巴巴發放的分紅，蔡崇信利用這些離岸公司處理阿里巴巴的多項交易，包括上市計劃。
2022年4月14日，美国运动界权威媒体ESPN发表调查报导，抨擊蔡崇信脚踏两条船，一方面在美国高喊社会正义，一方面支持中国政府的专制独裁政策。内容引述多名熟悉NBA运作的知情人士、美国政府前国安官员、中国问题专家与研究机构，称蔡崇信是美国体坛与商业界向中国政府低头的代表人物。
2023年9月，蔡崇信出任阿里巴巴控股集团董事会主席。

## 家庭
1996年，蔡崇信於臺北市與吳明華結婚。婚後育有三名子女，長女Alexandra Tsai以及兩個兒子。
吳明華出身臺灣知名商幫家族台南幫，其祖父為台南幫大老、台南紡織創辦人、前臺北市長吳三連。吳明華於美國史丹佛大學國際關係學系畢業，擁有哈佛大学工商管理碩士。